# Rudnik Suvodol
Rudnik Suvodol är en kolgruva i Nordmakedonien.   Den ligger i kommunen Novaci, i den södra delen av landet, 110 km söder om huvudstaden Skopje. Rudnik Suvodol ligger 635 meter över havet.
Terrängen runt Rudnik Suvodol är platt åt sydväst, men åt nordost är den kuperad. Terrängen runt Rudnik Suvodol sluttar västerut.Runt Rudnik Suvodol är det mycket glesbefolkat, med 3 invånare per kvadratkilometer.. Närmaste större samhälle är Bitola, 14,5 km väster om Rudnik Suvodol.
Trakten runt Rudnik Suvodol består till största delen av jordbruksmark.